# Charana mandarinus
Charana mandarinus är en fjärilsart som beskrevs av William Chapman Hewitson 1863. Charana mandarinus ingår i släktet Charana och familjen juvelvingar. Inga underarter finns listade i Catalogue of Life.

## Bildgalleri

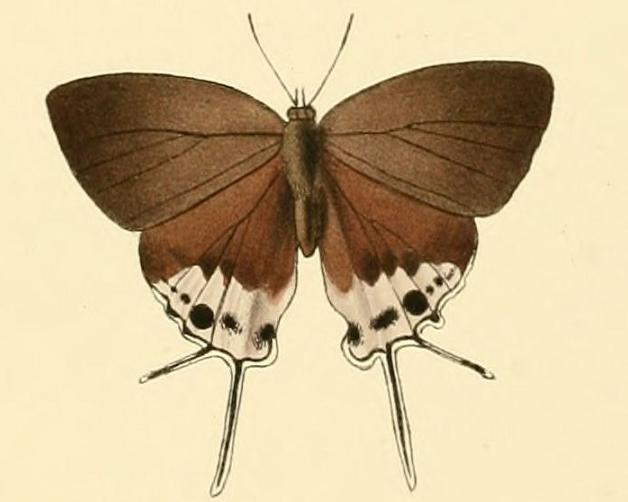
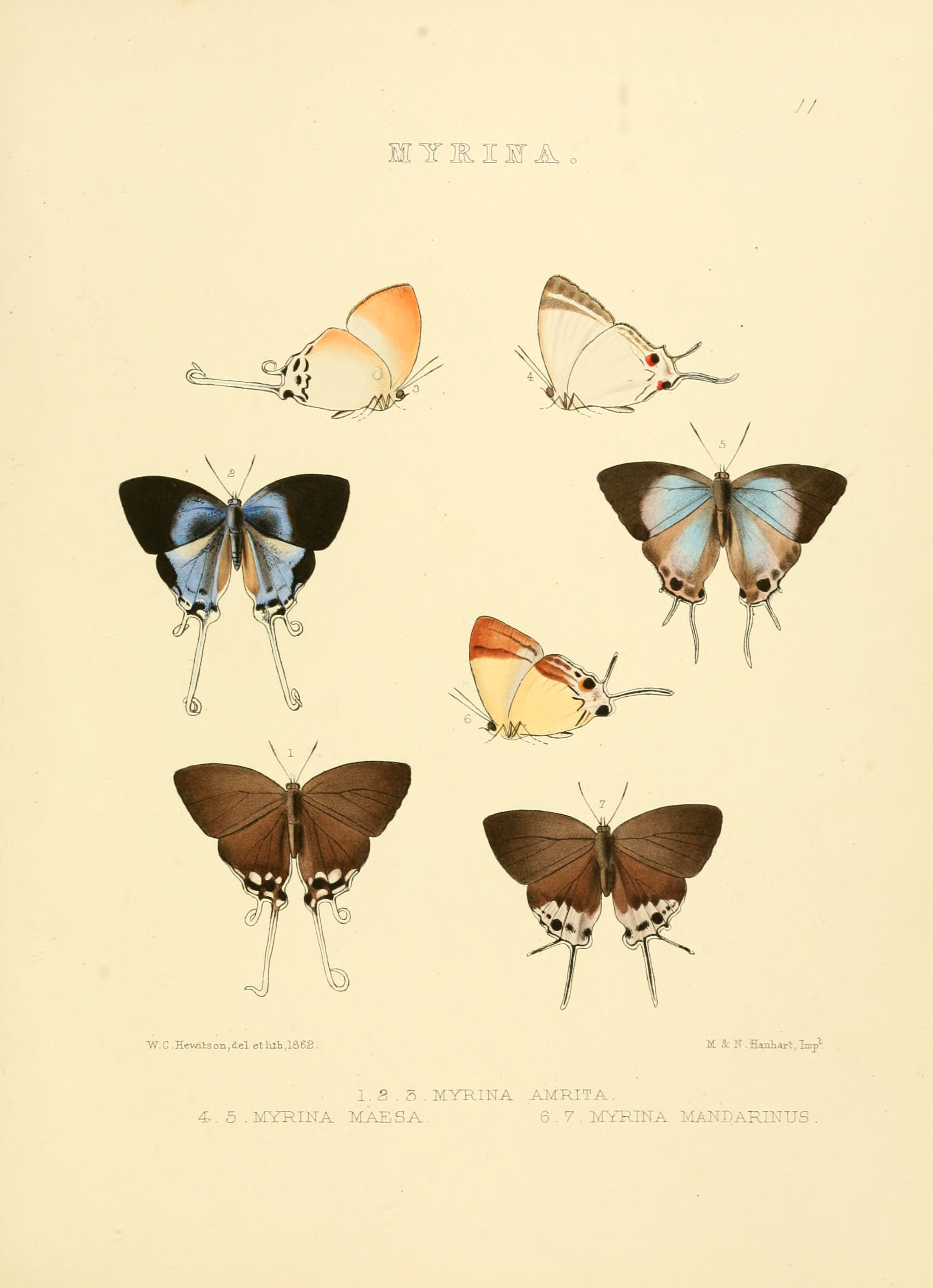
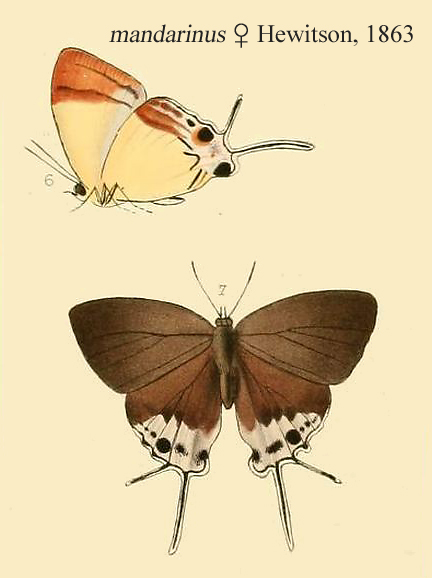
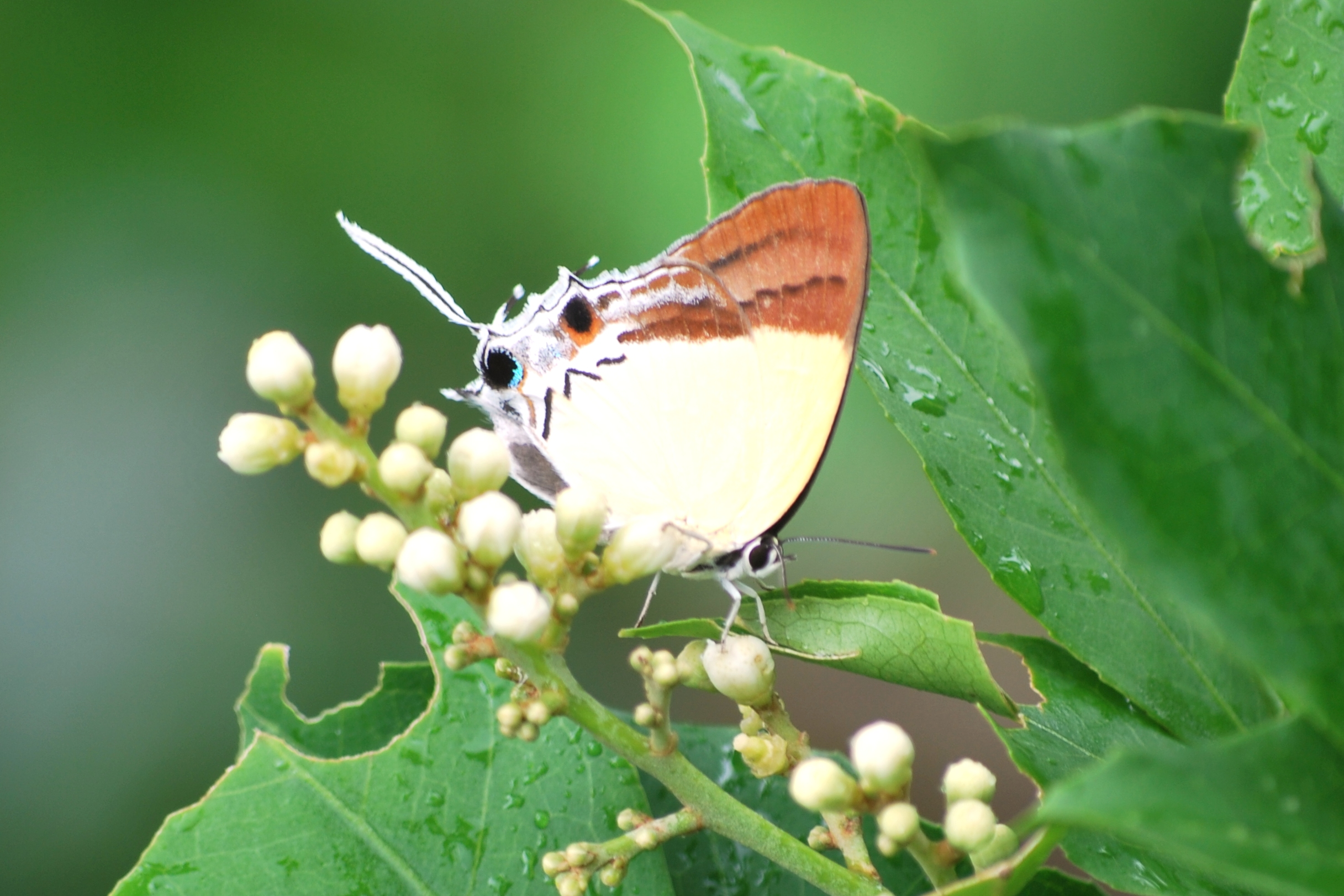